# Vesten for måne
Vesten for måne er en roman fra 2002, skrevet af Jane Aamund.
Bogen er forfatterens dramatiske beretning om sin vestjyske familie – om sin stolte mormor, Ane Weibel, der stolede på kærlighedens og troens magt, og om livet i den tilsyneladende idylliske limfjordsby Lemvig.
Vi hører om egnens mennesker, der formes af den store natur og blæstens evige susen.
Romanen koncentrerer sig om Ane og Margrethe, der vokser op på gården Nørre Vinkel. Deres far er ene om at opdrage døtrene og har store planer for deres fremtid. Her ved tærsklen til det nye århundrede er en fars magt blot ikke længere, hvad den var engang.
Margrethe forelsker sig i en københavnerjournalist, og Ane, der som den ældste skal overtage gården, gifter sig med Johannes Weibel, en mild mand med drømme og fantasi.
Vesten for måne blev samlet med romanen Udlængsel og udgivet som Lemvigkrøniken i 2006.